# Chenommet
Chenommet ist eine ehemalige französische Gemeinde mit 165 Einwohnern (Stand 1. Januar 2017) im Département Charente in der Region Nouvelle-Aquitaine. Sie gehörte zum Arrondissement Confolens.
Der Erlass des Präfekten vom 9. Juni 2016 legte mit Wirkung zum 1. Januar 2017 die Eingliederung von Chenommet als Commune déléguée zusammen mit den früheren Gemeinden Bayers und Aunac zur Commune nouvelle Aunac-sur-Charente fest.
Der Erlass des Präfekten vom 6. November 2024 legte mit Wirkung zum 1. Januar 2025 die Eingliederung von Aunac-sur-Charente zusammen mit der früheren Gemeinde Moutonneau zur neuen, gleichnamigen Commune nouvelle Aunac-sur-Charente fest. Chenommet besitzt seitdem wie die bisherigen anderen Communes déléguées keinen derartigen Status mehr.

## Geografie

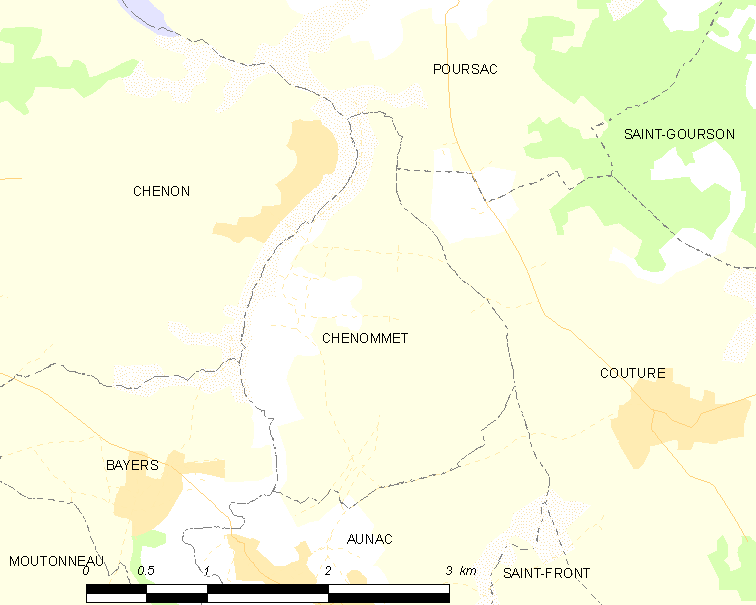
Karte von Chenommet

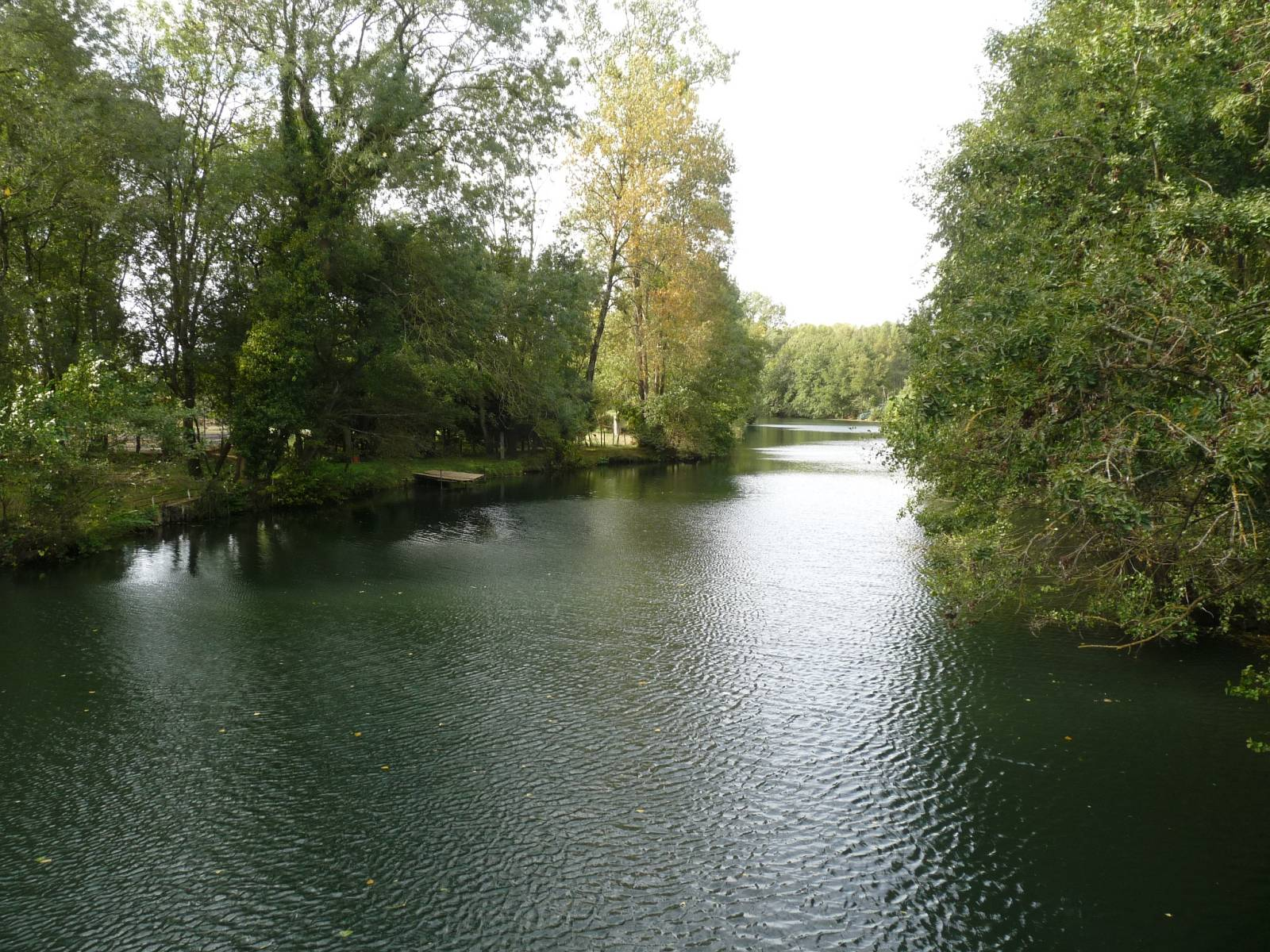
Die Charente bei Chenon und Chenommet

Chenommet liegt etwa 33 Kilometer nordnordöstlich von Angoulême und etwa 34 Kilometer westsüdwestlich von Confolens in der historischen Provinz des Angoumois. Der Ort besteht aus mehreren Weilern und Einzelgehöften. Chenommet wird entwässert von der Charente, an deren Ostufer sich der Ort befindet. Das Zentrum liegt auf einer Höhe von etwa 77 m. Das Bodenrelief steigt vom Charente-Tal nach Nordosten und Osten hin auf drei kleine Hochebenen mit bis über 100 m Höhe an. Dazwischen schneidet ein zeitweise trockenfallender Bach ein 30 Meter tiefes Tal. Der tiefste Punkt von Chenommet wird mit 69 m Höhe im Süden beim Austritt der Charente aus dem Ortsgebiet gemessen.
Umgeben wird Chenommet von den vier Nachbargemeinden und zwei Ortsteilen von Aunac-sur-Charente:
| Chenon            | Poursac                                     |             |
|                   | Kompassrose, die auf Nachbargemeinden zeigt | Couture     |
| Bayers (Ortsteil) | Aunac (Ortsteil)                            | Saint-Front |

## Geschichte
Die Region war schon in der Jungsteinzeit besiedelt, antike Funde sind nicht bekannt. Der Name des Ortes ist vermutlich das Diminutiv des Namens Chenon der Nachbargemeinde. Im Mittelalter gab es ein Priorat, welches zunächst unter der Aufsicht der Abtei von Cellefrouin stand, durch eine Bulle des Papstes Paschalis II. seit dem Jahr 1101 jedoch unter die Obhut von Charroux kam. Es wurde spätestens im Verlauf der Französischen Revolution aufgelöst.

## Bevölkerungsentwicklung
| Chenommet: Einwohnerzahlen von 1793 bis 2013                                                                               | Chenommet: Einwohnerzahlen von 1793 bis 2013 | Chenommet: Einwohnerzahlen von 1793 bis 2013 | Chenommet: Einwohnerzahlen von 1793 bis 2013 | Chenommet: Einwohnerzahlen von 1793 bis 2013 |
| --- | -------------------------------------------- | -------------------------------------------- | -------------------------------------------- | -------------------------------------------- |
| Jahr |                                              |                                              |                                              | Einwohner                                    |
| 1793 | 1793                                         |                                              | 380                                          | 380                                          |
| 1800 | 1800                                         |                                              | 364                                          | 364                                          |
| 1806 | 1806                                         |                                              | 350                                          | 350                                          |
| 1821 | 1821                                         |                                              | 379                                          | 379                                          |
| 1831 | 1831                                         |                                              | 470                                          | 470                                          |
| 1841 | 1841                                         |                                              | 435                                          | 435                                          |
| 1846 | 1846                                         |                                              | 420                                          | 420                                          |
| 1851 | 1851                                         |                                              | 432                                          | 432                                          |
| 1856 | 1856                                         |                                              | 502                                          | 502                                          |
| 1861 | 1861                                         |                                              | 505                                          | 505                                          |
| 1866 | 1866                                         |                                              | 468                                          | 468                                          |
| 1872 | 1872                                         |                                              | 437                                          | 437                                          |
| 1876 | 1876                                         |                                              | 443                                          | 443                                          |
| 1881 | 1881                                         |                                              | 328                                          | 328                                          |
| 1886 | 1886                                         |                                              | 303                                          | 303                                          |
| 1891 | 1891                                         |                                              | 317                                          | 317                                          |
| 1896 | 1896                                         |                                              | 293                                          | 293                                          |
| 1901 | 1901                                         |                                              | 293                                          | 293                                          |
| 1906 | 1906                                         |                                              | 286                                          | 286                                          |
| 1911 | 1911                                         |                                              | 255                                          | 255                                          |
| 1921 | 1921                                         |                                              | 231                                          | 231                                          |
| 1926 | 1926                                         |                                              | 210                                          | 210                                          |
| 1931 | 1931                                         |                                              | 205                                          | 205                                          |
| 1936 | 1936                                         |                                              | 225                                          | 225                                          |
| 1946 | 1946                                         |                                              | 207                                          | 207                                          |
| 1954 | 1954                                         |                                              | 192                                          | 192                                          |
| 1962 | 1962                                         |                                              | 191                                          | 191                                          |
| 1968 | 1968                                         |                                              | 182                                          | 182                                          |
| 1975 | 1975                                         |                                              | 160                                          | 160                                          |
| 1982 | 1982                                         |                                              | 148                                          | 148                                          |
| 1990 | 1990                                         |                                              | 146                                          | 146                                          |
| 1999 | 1999                                         |                                              | 128                                          | 128                                          |
| 2006 | 2006                                         |                                              | 141                                          | 141                                          |
| 2013 | 2013                                         |                                              | 163                                          | 163                                          |
| Quelle(n): EHESS/Cassini bis 1999, INSEE ab 2006 Anmerkung(en): Ab 1962 offizielle Zahlen ohne Einwohner mit Zweitwohnsitz |                                              |                                              |                                              |                                              |

Der Rückgang der Bevölkerungszahlen seit dem ausgehenden 19. Jahrhundert ist im Wesentlichen auf den Verlust an Arbeitsplätzen infolge der Reblauskrise im Weinbau und der zunehmenden Mechanisierung der Landwirtschaft zurückzuführen.

## Sehenswürdigkeiten
- Die zumeist aus Bruchsteinen gemauerte romanische ehemalige Prioratskirche und heutige Pfarrkirche, ehemals Saint-Jean-Baptiste und heute Saint-Pierre, stammt aus dem 12. Jahrhundert. Weite Teile des Gebäudes wurden in späterer Zeit innen wie außen verputzt. Beachtenswert sind der mit Pflastersteinen bedeckte Fußboden der flachschließenden Apsis und ein – ehemals wohl als Taufstein dienendes – Weihwasserbecken (bénitier) mit mehreren Figuren (Johannes der Täufer sowie die Apostel Petrus und Andreas) aus der Zeit um 1400, welches im Jahr 1933 in die Inventarliste der Monuments historiques aufgenommen wurde.[6]
- Seitlich vor der Kirche befindet sich eines der in der Charente häufiger anzutreffenden Hosianna-Kreuze.

außerhalb
- Der noch teilweise von den Resten eines Tumulus umgebene Dolmen de la Pierre Folle befindet sich am Rand eines Feldwegs rund zweieinhalb Kilometer südöstlich des Ortes (45° 55′ 48″ N, 0° 15′ 44″ O) und ist wegen des Pflanzenbewuchses nur zu erahnen. Er ist seit 2012 als Monument historique eingeschrieben.[7]

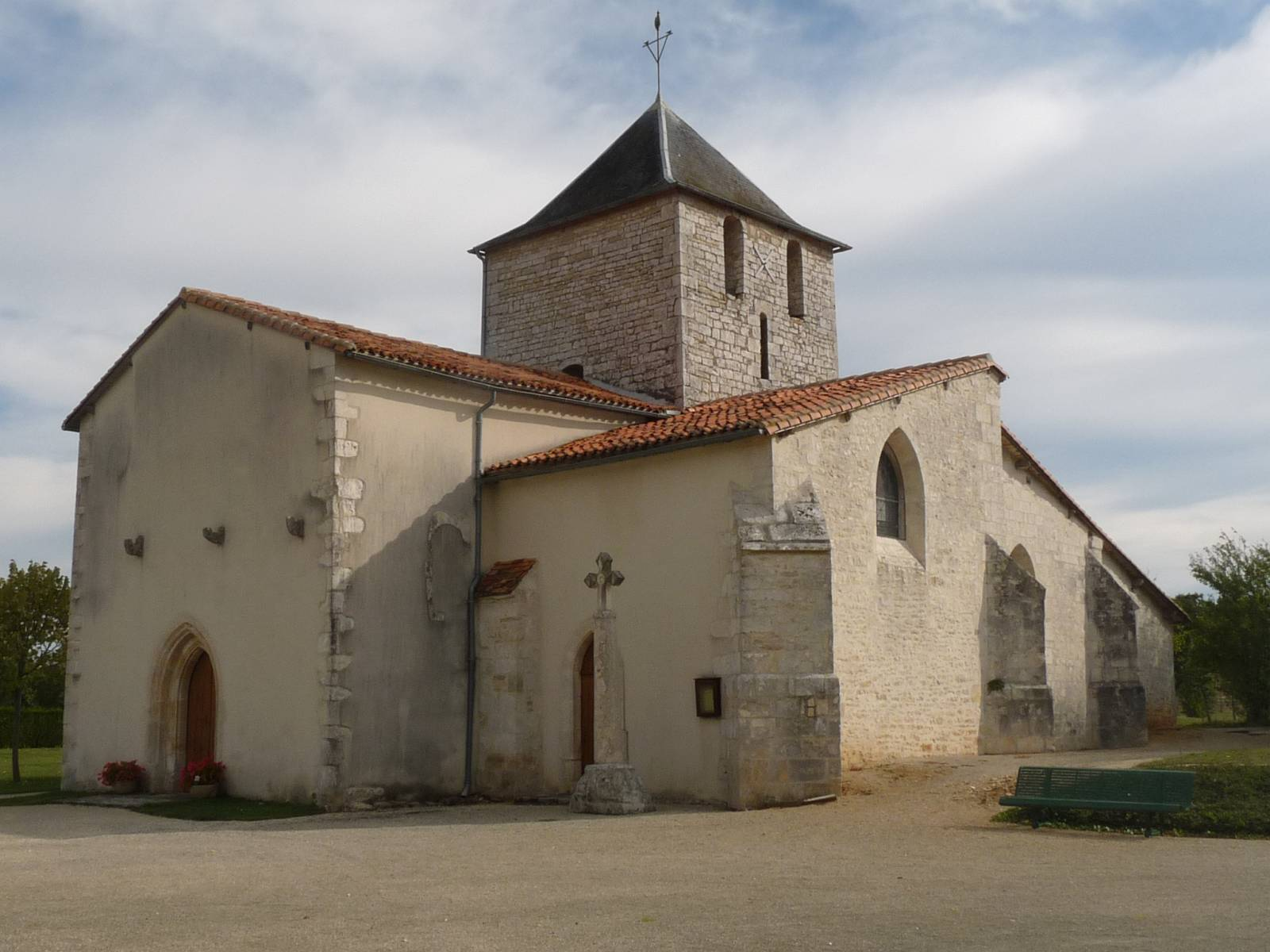
Pfarrkirche Saint-Pierre
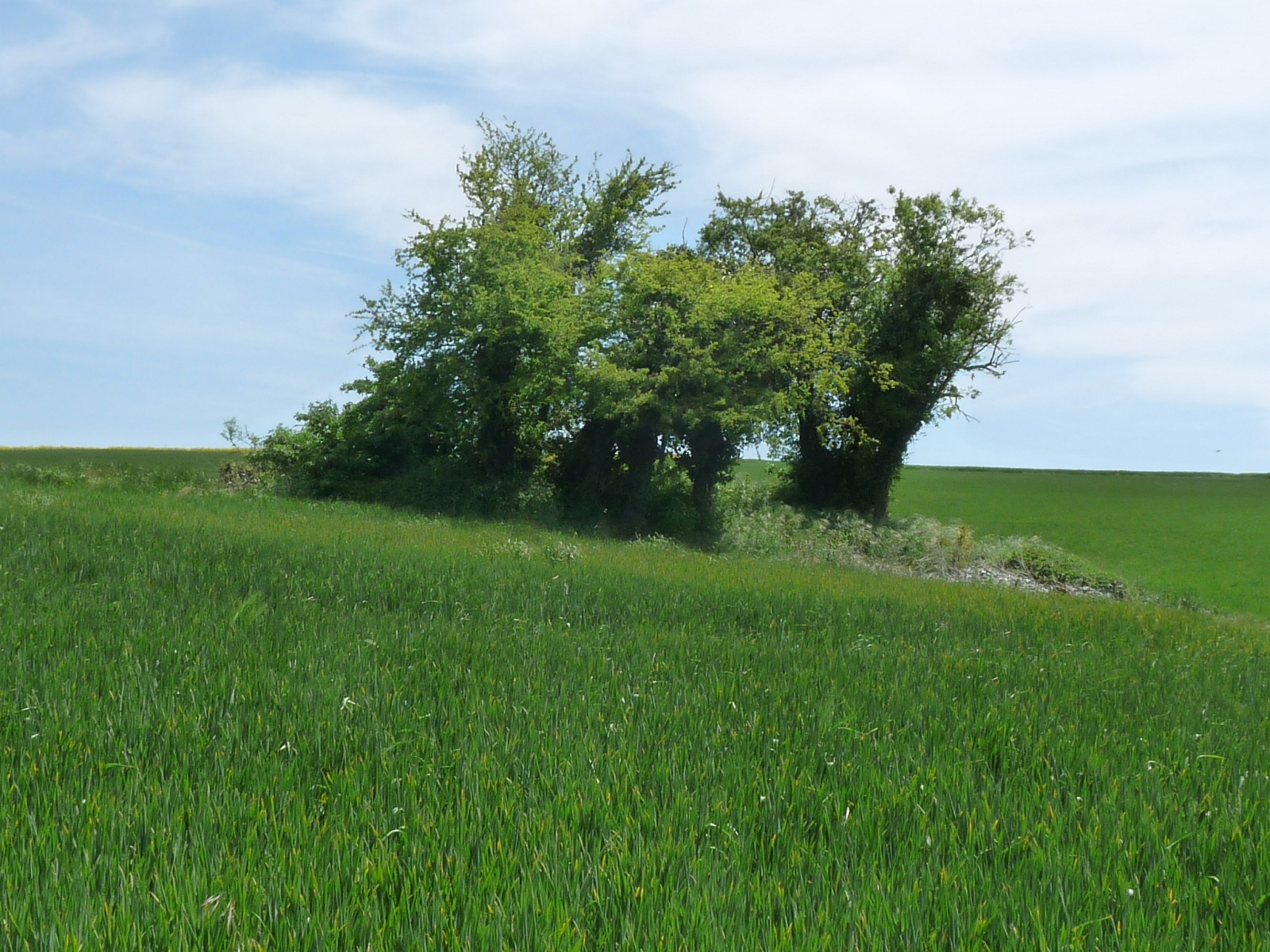
Dolmen de la Pierre Folle

## Wirtschaft
Der Ort und seine Umgebung waren jahrhundertelang landwirtschaftlich geprägt. Die meisten Menschen lebten als Selbstversorger. Im Ort selbst bildeten sich verschiedene Handwerks- und Dienstleistungsberufe heraus. Im ausgehenden Mittelalter und in der frühen Neuzeit wurde der Weinbau vorangetrieben, der jedoch – nach der Reblauskrise im ausgehenden 19. und beginnenden 20. Jahrhundert – nahezu eingestellt wurde. Seit den 1960er Jahren spielt der Tourismus in Form der Vermietung von Ferienwohnungen (gîtes) eine nicht unbedeutende Rolle im Wirtschaftsleben des Orts.